# Campeonato Mundial de Atletismo Sub-20 de 2021 - 400 m com barreiras feminino
A prova dos 400 metros com barreiras feminino do Campeonato Mundial de Atletismo Sub-20 de 2021 ocorreu entre os dias 19 a 22 de agosto de 2021 no Centro Esportivo Internacional Moi, em Nairóbi, no Quênia. 

## Recordes
Antes desta competição, os recordes mundiais e do campeonato nesta prova eram os seguintes:
|       | Nome              | Nacionalidade  | Tempo | Local     | Data                |
| ----- | ----------------- | -------------- | ----- | --------- | ------------------- |
| WU20R | Sydney McLaughlin | Estados Unidos | 53.60 | Knoxville | 13 de maio de 2018  |
| CR    | Lashinda Demus    | Estados Unidos | 54.70 | Kingston  | 19 de julho de 2002 |
| WU20L | Ashton Lindley    | Estados Unidos | 56.74 | Eugene    | 12 de junho de 2021 |

## Medalhistas
| Ouro                 | Prata                 | Bronze                    |
| Heidi Salminen (FIN) | Ludivine Aubert (FRA) | Savannah Sutherland (CAN) |

## Cronograma
Todos os horários são locais (UTC+3).  
| Data         | Hora  | Evento  |
| ------------ | ----- | ------- |
| 19 de agosto | 09:00 | Bateria |
| 22 de agosto | 15:00 | Final   |

## Resultados

### Bateria
Qualificação: Os 2 primeiros de cada bateria (Q) e os 2 tempos mais rápidos (q). 
| Posição | Bateria | Atleta                          | Nacionalidade               | Tempo   | Notas           |
| ------- | ------- | ------------------------------- | --------------------------- | ------- | --------------- |
| 1       | 1       | Heidi Salminen                  | Finlândia                   | 58.12   | Q,              |
| 2       | 3       | Savannah Sutherland             | Canadá                      | 58.45   | Q               |
| 3       | 1       | Ludivine Aubert                 | França                      | 58.46   | Q               |
| 4       | 2       | Garriel White                   | Jamaica                     | 58.65   | Q               |
| 5       | 1       | Angelica Ghergo                 | Itália                      | 58.84   | q               |
| 6       | 3       | Moseiha Bridgen                 | Jamaica                     | 58.88   | Q               |
| 7       | 3       | Maria Tarabanskaya              | Atletas Neutros Autorizados | 59.18   | q               |
| 8       | 2       | Alicja Kaczmarek                | Polónia                     | 59.32   | Q               |
| 9       | 2       | Jada van Staden                 | África do Sul               | 59.33   |                 |
| 10      | 3       | Aada Aho                        | Finlândia                   | 59.50   |                 |
| 11      | 2       | Ilana Hanssens                  | Bélgica                     | 59.60   |                 |
| 12      | 1       | Ester Bendová                   | Chéquia                     | 59.91   |                 |
| 13      | 3       | Rahela Leščak                   | Croácia                     | 1:00.20 |                 |
| 14      | 2       | Anna Konstantina Chatzipourgani | Grécia                      | 1:00.67 |                 |
| 15      | 2       | Neža Dolenc                     | Eslovênia                   | 1:01.37 |                 |
| 16      | 3       | Sofia Lavreshina                | Portugal                    | 1:01.53 |                 |
| 17      | 2       | Andrea Švecová                  | Eslováquia                  | 1:02.60 |                 |
| 18      | 1       | Agnes Ngumbi                    | Quênia                      | 1:02.65 | Recorde pessoal |
| 19      | 1       | Lara Bezgovšek                  | Eslovênia                   | 1:08.29 |                 |
| 20      | 1       | Martha Rasmussen                | Dinamarca                   | DSQ     | TR22.6.1        |
| 20      | 1       | Sarah Ochigbo                   | Nigéria                     | DNS     |                 |
| 20      | 3       | Charlize Eilerd                 | África do Sul               | DNS     |                 |

### Final
A prova final foi realizada no dia 22 de agosto às 15:00. 
| Posição           | Raia | Atleta              | Nacionalidade               | Tempo | Notas           |
| ----------------- | ---- | ------------------- | --------------------------- | ----- | --------------- |
| Medalha de ouro   | 5    | Heidi Salminen      | Finlândia                   | 56.94 | Recorde pessoal |
| Medalha de prata  | 6    | Ludivine Aubert     | França                      | 57.16 | Recorde pessoal |
| Medalha de bronze | 3    | Savannah Sutherland | Canadá                      | 57.27 | Recorde pessoal |
| 4                 | 2    | Angelica Ghergo     | Itália                      | 57.69 | Recorde pessoal |
| 5                 | 1    | Maria Tarabanskaya  | Atletas Neutros Autorizados | 57.96 | Recorde pessoal |
| 6                 | 7    | Alicja Kaczmarek    | Polónia                     | 58.62 |                 |
| 7                 | 8    | Moseiha Bridgen     | Jamaica                     | 58.64 |                 |
| 8                 | 4    | Garriel White       | Jamaica                     | DNS   | DNS             |

Legenda
| Recorde mundial       | Recorde mundial (World record)               |                       | Recorde africano                      | Recorde africano (African) |                                           | Q | Classificado por posição (Qualified) |
| Recorde do campeonato | Recorde do campeonato (Championship record)  | Recorde da América    | Recorde da América (Americas)         | q                          | Classificado por melhor tempo (Qualified) |   |                                      |
| Melhor marca do ano   | Melhor marca do ano (World leading)          | Recorde asiático      | Recorde asiático (Asian)              | DNS                        | Não largou (Did not start)                |   |                                      |
| Recorde nacional      | Recorde nacional (National record)           | Recorde europeu       | Recorde europeu (European)            | DNF                        | Não terminou (Did not finish)             |   |                                      |
| Recorde pessoal       | Recorde pessoal do atleta (Personal best)    | Recorde da Oceania    | Recorde da Oceania (Oceania)          | DSQ / DQ                   | Desclassificado (Disqualified)            |   |                                      |
| Recorde da temporada  | Recorde da temporada do atleta (Season best) | Recorde sul-americano | Recorde sul-americano (South America) | NM                         | Sem marca (No mark)                       |   |                                      |